# Eggenbach (Ebensfeld)
Eggenbach ist ein Gemeindeteil des oberfränkischen Marktes Ebensfeld im Landkreis Lichtenfels.

## Geographie
Eggenbach liegt am gleichnamigen Bach, in einem Seitental des Itzgrundes. Der Ort befindet sich im Banzgau, einem lang gezogenen Dreieck zwischen der Itz und dem Main, südlich von Kloster Banz, und wird von der Kreisstraße LIF 8 gequert. Durch den Ort verläuft der Fränkische Marienweg.

## Geschichte
Als Waltrat dem Heiligen Bonifatius im 9. Jahrhundert seine Güter in „Echerbach“ übergab, wurde der Ort erstmals in den Traditionen des Klosters Fulda genannt, die auf einer Abschrift im Codex Eberhardi aus dem 12. Jahrhundert beruhen. Die nächste Erwähnung bezieht sich auf die Zeit von 1123 bis 1147, als der Abt Hermann von Kloster Michelsberg Güter in „Echirbach“ erwarb.
1801 war der Ort Teil des Gebietes des Hochstifts Bamberg. Die Vogtei, Dorf- und Gemeindeherrschaft und der Zehnt gehörten dem Kloster Michelsberg. Daneben gab es fünf Oberpfarr- und ein Gotteshauslehen. Den zuständigen Pfarrer in Döringstadt und die geistliche Gerichtsbarkeit stellte das Bistum Würzburg. Eggenbach hatte damals außer einer alten Kirche und der Wallfahrtskirche ein Gemeindehaus, die Gemeindeschmiede, ein Hirtenhaus, eine Mahlmühle und 43 andere, meist mit Stadel versehene, Häuser.
1862 wurde das katholische Eggenbach in das neu geschaffene bayerische Bezirksamt Staffelstein eingegliedert. Die Landgemeinde gehörte zum Landgericht Seßlach. Ein Gemeindeteil war der protestantische Weiler Erlhof.
1871 hatte Eggenbach 217 Einwohner und 152 Gebäude. Die katholische Schule befand sich im Ort. Das Kirchdorf gehörte zum katholischen Kirchensprengel vom 3,5 Kilometer entfernten in Döringstadt. 1900 umfassten die beiden Orte der Landgemeinde Eggenbach eine Fläche von 533,48 Hektar, 203 Einwohner und 47 Wohngebäude. 171 Personen lebten in Eggenbach in 42 Wohngebäuden und 1925 187 Personen in 34 Wohngebäuden. Die zuständige evangelische Pfarrei und die Schule waren in Lahm. 1950 hatte Eggenbach 193 Einwohner und 31 Wohngebäude. Der Ort gehörte zum Sprengel der katholischen Pfarrei in Ebensfeld. Im Jahr 1970 hatte das Kirchdorf 182, 1987 160 Einwohner sowie 40 Wohnhäuser mit 43 Wohnungen.
Am 1. Juli 1972 wurde der Landkreis Staffelstein aufgelöst. Eggenbach wurde in den Landkreis Lichtenfels eingegliedert und es erhielt Draisdorf als Gemeindeteil. Seit dem 1. Januar 1978 gehört Eggenbach als Gemeindeteil zu Ebensfeld.

## Sehenswürdigkeiten
Die katholische Kuratie- und Wallfahrtskirche Mariä Schmerz stammt aus dem Anfang des 18. Jahrhunderts. Sie steht außerhalb des Ortes auf einer Anhöhe. 1721 wurde Eggenbach eine selbstständige Kaplanei, 1851 eine Kuratie.
In der Liste der Baudenkmäler in Eggenbach sind 13 Sehenswürdigkeiten aufgeführt.